# Marketing- und Verlagsservice des Buchhandels
Die MVB GmbH mit Sitz in Frankfurt am Main ist ein Tochterunternehmen des Gesamtverbandes Börsenverein des Deutschen Buchhandels. Sie arbeitet unter dem Dach der Börsenverein Beteiligungsgesellschaft mbh. Geschäftsführerin des Unternehmens ist seit 2024 Meike Knops. Die MVB bietet, wie vorher die Buchhändler-Vereinigung, Verlagsprodukte und Dienstleistungen für die Vermarktung von Büchern an.
Unter anderem gehören dazu das Verzeichnis lieferbarer Bücher (VLB), das Börsenblatt – Wochenmagazin für den Deutschen Buchhandel, sowie das Buchjournal. Des Weiteren bietet die MVB den Buchschenkservice an und das Adressbuch für den deutschsprachigen Buchhandel. Im Januar 2009 wurde der Informationsverbund Buchhandel (IBU) von der Buchhändler-Abrechnungs-Gesellschaft (BAG) übernommen.
Seit 2020 ist die MVB auch die zentrale Agentur zur Verwaltung der International Standard Name Identifier (ISNI).

## Geschichte
Im Jahr 1947 wurde das Unternehmen unter dem Namen Buchhändler-Vereinigung gegründet und 2003 wurde es in MVB Marketing- und Verlagsservice des Buchhandels umbenannt. 2018 erfolgte die Umbenennung in MVB GmbH. Von 2002 bis 2004 gehörte auch das Archiv für Geschichte des deutschen Buchwesens zu den Verlagsprodukten.
Zu Beginn des Jahres 2008 ging die Branchenplattform Libreka! online, nachdem bereits seit Februar 2007 die Vorgängerversion Volltextsuche Online (VTO) ihren Testbetrieb aufgenommen hatte. Seitdem hatte sich Libreka! zu einer Plattform für lieferbare, deutschsprachige Titel entwickelt. Seit Frühjahr 2009 bietet Libreka! auch die Möglichkeit von Kauf und Download von E-Books. Im Dezember 2014 wurde dieses Angebot in die Website www.buchhandel.de integriert und der Name Libreka aufgegeben.
Das Medienarchiv des Unternehmens von den 1970ern bis 2005 ist im Deutschen Buch- und Schriftmuseum in Leipzig zugänglich.